# Радиационно-стойкая интегральная схема
Радиационно стойкая интегральная схема — интегральная схема, к которой предъявлены повышенные требования устойчивости к сбоям, вызванным воздействием радиации. Основная область применения подобных схем — это космические аппараты, военная техника и медицинская электроника.

## Воздействие радиации на интегральные схемы
Высокоэнергетические частицы при торможении в материале корпуса электронного устройства порождают гамма-излучение, рентгеновское излучение и тяжёлые ионы. Эти частицы ионизируют структуры КМОП-транзисторов, в частности затвор и подзатворный оксид. В результате изменяются параметры транзисторов такие как: токи утечки, время нарастания и спада фронтов. Степень разрушения интегральной схемы увеличивается как по мере роста общей полученной дозы излучения, так и по мере роста интенсивности внешнего облучения.
Большая мгновенная доза радиации может вызвать импульс напряжения на шинах питания, что приводит: к случайным сбоям переключения (англ. Single Event Transient, SET), к защёлкиванию транзисторов (англ. latch-up), а также к повреждению проводников питания.
Нарастание тока утечки увеличивает рассеиваемую в выключенном состоянии транзистора мощность, что может приводить к перегреву и термическому разрушению транзистора.
Наиболее частые проблемы вызываются так называемыми случайными воздействиями (англ. Single Event Effects, SEE), которые происходят, когда интегральная схема облучается тяжёлыми частицами (космические лучи, протоны, электроны, альфа-частицы, термические нейтроны и т. д.). Проходя сквозь объём полупроводника, они оставляют за собой трек (шлейф) из свободных носителей заряда. Это приводит к генерации электронно-дырочных пар в подзатворном окисле обычных КМОП-схем.
Наиболее часто случайное воздействие приводит к одиночным сбоям (англ. Single-event Upset, SEU). Обычно такие события происходят в ячейках памяти или в статических триггерах при попадании в них ионов. Возникший при этом импульс тока переводит ячейку или триггер в противоположное состояние (это равнозначно программной команде «не», то есть побитовой инверсии). Обнаружив такое событие, его последствия легко устранить перезаписью неправильного состояния. Чем меньше размеры транзистора, тем меньше величина заряда, необходимого для переключения состояния схемы и тем больше вероятность возникновения одиночного сбоя. В результате существует фактор-ограничитель минимального размера транзисторов пригодных для работы в условиях радиации.
Другое следствие случайного воздействия — это защёлкивание транзисторов. Причина защелкивания транзисторов заключена в наличии в интегральных схемах построенных по КМОП-технологии паразитных структур из пар p-n-p и n-p-n транзисторов, которые вместе образуют схему близкую к тиристору. Большой потенциал, вызванный ионом, образует импульс тока, открывающий такой «тиристор», а это уже приводит к возникновению большого тока через структуры транзисторов, причём этот ток не уменьшается и после снятия высокого потенциала, вызванного ионом. В результате устройство перегревается и может полностью выйти из строя.

## Повышение радиационной стойкости
Для повышения радиационной стойкости интегральных схем используется целый ряд мер на всех этапах конструирования: выбор схемотехнических решений, моделирование в САПР, изготовление, корпусирование.

### Кремний на диэлектрике
Способ, получивший наибольшее распространение, — технология «кремний на диэлектрике» (англ. Silicon-on-insulator, SOI). Он заключается во введении в поверхность подложки слоя кислорода, который при нагревании формирует непрерывный слой оксида кремния толщиной примерно в 0,2 мкм. Этот слой является изолятором канала КМОП от подложки из кремния.
Такая конструктивная схема снижает токи утечки, паразитные ёмкости, и исключает образование «тиристоров».
Для космических и военных приложений требуется значительно повысить стойкость углубленного оксида, иначе индуцированный гамма-излучением заряд с течением времени попадает в оксид, а далее рекомбинирует на границу SiO2-Si изменяя пороговое напряжение транзистора. Для борьбы с этим явлением организуют возможность для стока заряда из области контакта окисла и кремния на шину заземления. Обратной стороной такого схемотехнического приёма является уменьшение полезной площади на 30%, поэтому в коммерческих приложениях не связанных с космической деятельностью этот приём не используют. 
Себестоимость конечного устройства произведенного по технологическому процессу «кремний на диэлектрике» (англ. Silicon-on-insulator, SOI) может превышать в 5-10 раз себестоимость производства по обычной КМОП-технологии. 

### Резервирование
Метод основан на создании нескольких аналогичных устройств и выборе окончательного значения состояния устройства схемой голосования на основе значений на выходах этих устройств. Троирование позволяет полностью ликвидировать последствия одиночных отказов. Излучение способно изменить состояние такой схемы только, когда страдает сразу несколько узлов одновременно. Однако такой подход ведёт к увеличению требуемой площади кристалла и увеличивает задержки и потребляемую энергетическую мощность.
Существуют более сложные схемотехники, которые не только предоставляют правильное значение, но и восстанавливают состояние пострадавших узлов, — для этого организуются обратные связи.

### Задержки установления состояния
Триггеры иногда оснащают подсистемами, удерживающими его от переключения в течение времени рекомбинации сгенерированных вторгшимся ионом зарядов. Недостаток этого метода — сниженное быстродействие системы в целом.

### Корректирующие коды
Помехозащищенное кодирование: биты чётности или корректирующие коды (англ. ECC) используются многими производителями для защиты больших объёмов памяти. Однако при воздействии на память относительно высокоэнергетических нейтронов возникают вторичные заряженные частицы, которые способны инициировать переключение сразу нескольких ячеек, в таких случаях контроль чётности уже не способен выявить ошибку.

### Фильтрация по времени
Другой подход — сохранение нескольких состояний линии данных с некоторым интервалом и последующее голосование на основе сохранённых состояний. Если интервал сохранения больше, чем время воздействия заряженной частицы на интегральную схему, то такая организация хорошо защищает от одиночных воздействий. Однако данный метод чувствителен к сбоям на линии синхронизации, а также увеличивает площадь схемы узла примерно втрое.